# خبز بر
خبز البر يتكون من الدقيق الأسمر (حبوب القمح الكاملة) أي المحتوي على النخالة (الردة) ويعرف بالدقيق الكامل الحبة. وتصل نسبة الاستخلاص به إلى 90 - 95% وبالرغم من احتوائه على الأملاح المعدنية والفيتامينات وزيت جنين القمح التي ترفع قيمته الغذائية كثيراً، إلا أنه غير مستحب للمستهلك، لأنه يعطي رغيفاً أسمر اللون، كما أنه أعسر هضماً من الدقيق الأبيض لارتفاع نسبة السليلوزيه (النخالة). والدقيق الكامل سريع التزنخ لوجود الجنين الذي يحتوي على الدهن.

## فوائد خبز البر
بتحليل مائة غرام من الخبز الأبيض و خبز البر نجد أن كلا منهما يحتوي على:
- خبز البر به من الحديد مايساوي 5 مليغرام
- الخبز الأبيض به من الحديد حوالي 1,5مليغرام .
- خبز البر به من الكالسيوم حوالي 44مليغرام
- الخبز الأبيض به من الكالسيوم حوالي 26 مليغرام
- خبز البر به من المغنسيوم مايساوي 170 مليغرام
- الخبز الأبيض به من المغنسيوم حوالي 30 مليغرام فقط
- خبز البر به من الصوديوم حوالي 160 مليغرام
- الخبز الأبيض به من الصوديوم حوالي 70 مليغرام
- خبز البر به من الفسفور (وهو المادة المغذية للمخ) حوالي 470 مليغرام
- الخبز الأبيض لايتعدى ما يوجد به من الفسفور عن 90 مليغرام

## في الأحاديث النبوية
«ما شَبِعَ آلُ مُحَمَّدٍ صَلَّى اللهُ عليه وسلَّمَ مُنْذُ قَدِمَ المَدِينَةَ، مِن طَعامِ البُرِّ ثَلاثَ لَيالٍ تِباعًا، حتَّى قُبِضَ.»
«قُلتُ لِعَائِشَةَ: أنَهَى النبيُّ صلَّى اللهُ عليه وسلَّم أنْ تُؤْكَلَ لُحُومُ الأضَاحِيِّ فَوْقَ ثَلَاثٍ؟ قَالَتْ: ما فَعَلَهُ إلَّا في عَامٍ جَاعَ النَّاسُ فِيهِ، فأرَادَ أنْ يُطْعِمَ الغَنِيُّ الفقِيرَ، وإنْ كُنَّا لَنَرْفَعُ الكُرَاعَ، فَنَأْكُلُهُ بَعْدَ خَمْسَ عَشْرَةَ. قيلَ: ما اضْطَرَّكُمْ إلَيْهِ؟ فَضَحِكَتْ، قَالَتْ: ما شَبِعَ آلُ مُحَمَّدٍ صلَّى اللهُ عليه وسلَّم مِن خُبْزِ بُرٍّ مَأْدُومٍ ثَلَاثَةَ أيَّامٍ حتَّى لَحِقَ باللَّهِ.»
«- أنَّهُ قيلَ لَهُ أَكلَ رسولُ اللَّهِ صلَّى اللَّهُ عليْهِ وسلَّمَ النَّقيَّ يعني الحَوَّاري فقالَ سَهلٌ ما رأى رسولُ اللَّهِ صلَّى اللَّهُ عليْهِ وسلَّمَ النَّقيَّ حتَّى لقِيَ اللَّهَ فقيلَ لَهُ هل كانَت لَكم مناخِلُ على عَهدِ رسولِ اللَّهِ صلَّى اللَّهُ عليْهِ وسلَّمَ قالَ ما كانَت لنا مناخِلُ قيلَ كيفَ كنتُم تَصنعونَ بالشَّعيرِ قالَ كنَّا ننفخُهُ فيطيرُ منْهُ ما طارَ ثمَّ نُثرِّيهِ فنعجنُهُ.»
«قال أبو حازم سلمة بن دينار: سَأَلْتُ سَهْلَ بنَ سَعْدٍ، فَقُلتُ: هلْ أكَلَ رَسولُ اللَّهِ صلَّى اللهُ عليه وسلَّم النَّقِيَّ؟ فقالَ سَهْلٌ: ما رَأَى رَسولُ اللَّهِ صلَّى اللهُ عليه وسلَّم النَّقِيَّ مِن حِينَ ابْتَعَثَهُ اللَّهُ حتَّى قَبَضَهُ اللَّهُ، قالَ: فَقُلتُ: هلْ كانَتْ لَكُمْ في عَهْدِ رَسولِ اللَّهِ صلَّى اللهُ عليه وسلَّم مَناخِلُ؟ قالَ: ما رَأَى رَسولُ اللَّهِ صلَّى اللهُ عليه وسلَّم مُنْخُلًا مِن حِينَ ابْتَعَثَهُ اللَّهُ حتَّى قَبَضَهُ اللَّهُ، قالَ: قُلتُ: كيفَ كُنْتُمْ تَأْكُلُونَ الشَّعِيرَ غيرَ مَنْخُولٍ؟ قالَ: كُنَّا نَطْحَنُهُ ونَنْفُخُهُ، فَيَطِيرُ ما طارَ، وما بَقِيَ ثَرَّيْناهُ فأكَلْناهُ.»
كان رسول الله (ص) يمتنع عن أكل الرغيف الأبيض المعروف بالدقيق المنخول وكان يحب ويرغب في الخبز الأسمر المصنوع من الدقيق الكامل غير المنخول، ولقد حدث هذا أكثر من منذ 14 قرناً، وقد توصل الطب الحديث اليوم إلى أهمية النخالة في أغلب الحبوب وبالذات القمح والشعير وكم من المُهم وجودتها في الخبز، على سبيل المثال في الوقاية من سرطان القولون الذي أجتاح المجتمعات المتحضرة التي تأكل الخبز الأبيض الخالي من النخالة، واصبحت أكياس النخالة تُباع اليوم ليؤكل منها مع الطعام لمنع حدوث الإمساك المزمن وللوقاية من سرطان القولون. وامسى الخبز الأسمر مرغوباً لدى المهتمين في الصحة، علاوةَ على ذَلك أن الاقتصار على الخبز الأبيض قد يتسبب بمضار مثل نقص في عنصر معدن الزنك في جسم الإنسان والذي بدوره يؤدي مثلاً إلى الشيخوخة المبكرة.

## أهم استخداماته
يستخدم بأهمية كبيرة في الرجيم بدلا من الخبز الأبيض الذي يحتوي على نشويات و كمية طاقة أكبر.